# Affondatore
L'Affondatore era un ariete corazzato a torri di I ordine della Regia Marina.

## Caratteristiche e costruzione
La nave, ordinata al cantiere Mare di Millwall, vicino a Londra, l'11 ottobre 1862, ebbe una costruzione alquanto travagliata. La consegna della nave era infatti prevista entro i nove mesi successivi ma poco tempo dopo che l'ordine fu effettuato il cantiere Mare fallì. Rilevò allora il cantiere il signor Harrison, che aveva progettato l’Affondatore ma che poté impostare la nave solo nell'aprile 1863, allungando quindi i tempi previsti di costruzione a un anno e mezzo.
Nonostante la presenza nel contratto di una clausola che prevedeva una clausola penale di 50 sterline per ogni giorno di ritardo sulla consegna (stabilita per il 1º ottobre 1864) ed il concretizzarsi di un sempre più probabile conflitto italo-austriaco, che causava forti pressioni da parte della Regia Marina, la costruzione andò a rilento per via dei problemi legati alla riorganizzazione del cantiere dopo il fallimento. La penale accumulata dal cantiere giunse ad ammontare a 5.000 sterline, ma l'Italia, per evitare che, con lo scoppio della guerra, la nuova unità rimanesse bloccata nel Regno Unito, dovette alla fine accondiscendere a spostare la data della consegna al 6 giugno 1866, rinunciando alla riscossione della penale e non prestando nemmeno attenzione ai deludenti risultati di velocità e stabilità che emergevano dalle prime prove in mare.
Con l’Affondatore si introduceva, rispetto alle navi precedenti, una soluzione rivoluzionaria nella disposizione dell'armamento: invece di avere qualche decina di cannoni disposti in batteria sulle due fiancate, la nave aveva due giganteschi (per l'epoca) cannoni singoli Armstrong Mark IV ad avancarica da 254/30 mm in due torri corazzate girevoli, disposte assialmente, una a prua ed una a poppa. Questa disposizione dell'armamento, perfezionata circa dieci anni più tardi con le due unità della classe Duilio, era destinata a rivoluzionare il concetto di nave da battaglia, di cui l’Affondatore può essere ritenuto un primo prototipo, sebbene non molto riuscito.
Al di là dell'innovativo armamento, infatti, l’Affondatore presentava, in quanto unità piuttosto sperimentale, notevoli difetti, che si misero in evidenza durante il viaggio dal Regno Unito all'Italia (giugno-luglio 1866). La macchina a vapore – una macchina alternativa orizzontale a due cilindri con biella di ritorno, alimentata da otto caldaie parallelepipede – non era infatti in grado di sviluppare i 12 nodi di progetto; inoltre l'eccessiva lunghezza della nave faceva sì che la virata di bordo fosse fin troppo lenta ed ampia. La stabilità era piuttosto insoddisfacente, con un baricentro che, specie se la nave era scarica di carbone e munizioni, era troppo alto. Tutto ciò faceva sì che l'unità, più che come nave di squadra, fosse più indicata per un impiego isolato. Un ulteriore problema era dato dal posto di comando corazzato, di forma circolare e dotato di otto feritoie: da ognuna di queste si aveva una visuale solo parziale, e differente da quella che si aveva da ognuna delle altre (difetto che si mise in evidenza durante la battaglia di Lissa).
Altre caratteristiche dell’Affondatore consistevano in uno sperone fucinato di 2,5 metri situato a prua, una poppa rientrate con un solo timone. La protezione, costituita da piastre corazzate in ferro dolce, correva da prua a poppa con uno spessore di 127 mm, estendendosi per 2,20 metri al disopra della linea di galleggiamento ed 1,20 al disotto di essa. L'armamento velico era a goletta (due alberi a vele auriche), con 1510 metri quadrati di velatura.

## Storia operativa
Il 20 giugno 1866, tre giorni prima dello scoppio della terza guerra d'indipendenza, l’Affondatore ancora incompleto, al comando del capitano di vascello Federico Martini, venne fatto salpare da Londra per l'Italia dietro ordine del governo italiano, che ne temeva il sequestro se si fosse trovato in Inghilterra all'atto della dichiarazione di guerra. Cinque giorni dopo l'inizio del conflitto, il 28 giugno, l’Affondatore passò lo stretto di Gibilterra, ed il 15 luglio arrivò a Napoli.
La flotta italiana, divisa in tre squadre, si era frattanto trasferita in Adriatico, ed il 18 luglio 1866 aveva iniziato le operazioni di bombardamento contro l'isola di Lissa, dove si progettava di sbarcare. Il comandante in capo dell'armata navale, ammiraglio Carlo Pellion di Persano, conscio delle scarse potenzialità di molte delle sue unità ma fiducioso nelle qualità dell’Affondatore, ne aveva più volte richiesto l'immediata assegnazione all'armata, ed aveva più volte procrastinato l'inizio delle operazioni belliche in attesa dell'arrivo della nuova unità, di cui avrebbe voluto fare la sua nave ammiraglia. La nave arrivò nelle acque di Lissa il 19 luglio 1866, a metà mattino, e venne aggregata alla I Squadra, che quel giorno rimase al largo dell'isola con funzioni di appoggio nei confronti della II e III Squadra, impegnate in operazioni di bombardamento contro le fortificazioni e, la II Squadra, anche in infruttuosi tentativi di sbarco.
Alle 7.50 del mattino del 20 luglio, mentre si facevano i preparativi per lo sbarco sull'isola (durante il quale l’Affondatore, che al momento si era portato con la I Squadra al largo di Porto San Giorgio, avrebbe avuto l'incarico di bombardare, insieme alle pirofregate corazzate Re d’Italia e Re di Portogallo ed alla cannoniera corazzata Palestro, la batteria della Madonna, situata in fondo a Porto San Giorgio), sopraggiunse la squadra navale austroungarica agli ordini dell'ammiraglio Wilhelm von Tegetthoff: ebbe così inizio la battaglia di Lissa, conclusasi con una drammatica sconfitta della flotta italiana. Unità non ancora precisamente inquadrata, ma aggregata alla II Divisione della I Squadra, che comprendeva anche le pirofregate corazzate San Martino e Re d'Italia e la cannoniera corazzata Palestro, l’Affondatore si mise a fianco di questa formazione, la seconda delle tre formate (le altre due erano la III Squadra, in testa, e la III Divisione della I Squadra, in coda) dalla flotta delle corazzate italiane, che si era disposta in linea di fila e dirigeva verso nord/nordest, contro la flotta austro-ungarica. La velocità assunta dalla II Divisione era di 9 nodi, il massimo che si potesse raggiungere, causa la lentezza della Palestro.
Durante l'avvicinamento, alle dieci del mattino, l'ammiraglio Persano decise di trasbordare – insieme al capo di stato maggiore D'Amico ed ai due aiutanti di bandiera – dalla Re d'Italia all’Affondatore, che affiancava la II Divisione. Causa l'inesperienza dell'equipaggio di quest'ultimo, e la sua scarsa manovrabilità, nell'operazione si persero dieci minuti, aprendo un varco nello schieramento tra la Re d'Italia, prima nave del secondo gruppo, e la pirofregata corazzata Ancona, ultima del primo gruppo, varco del quale Tegetthoff approfittò per «tagliare la T» alla formazione avversaria (all'apertura di tale varco, lungo oltre 1500 metri, contribuì comunque anche l'eccessiva velocità, 11 nodi, assunta dalla III Divisione, il cui comandante, contrammiraglio Giovanni Vacca, non sembrò tener conto della lentezza delle altre unità).
Tra l'altro, nella fretta del momento, né l’Affondatore né la Re d'Italia provvidero a recuperare la lancia usata per il trasbordo ed i suoi occupanti, che vennero raggiunti dalla pirofregata Governolo a battaglia finita. Un altro problema era che, in condizioni di scarsa visibilità, l'insegna di ammiraglio comandante in capo (peraltro non particolarmente riconoscibile, essendo costituita dal tricolore italiano con l'aggiunta di sfere bianche nel campo verde), sulle alberature dell’Affondatore, che erano più basse di quelle della Re d'Italia (ma anche più libere da vele, cordami e manovre) non era molto visibile: è però da mettere in evidenza che gran parte dei comandanti, e soprattutto i diretti sottoposti di Persano, il contrammiraglio Vacca ed il viceammiraglio Giovan Battista Albini, si accorsero del trasbordo, ma preferirono ignorarlo e fingere di non averlo notato, per non dover seguire gli ordini del comandante.
Mentre la III Squadra virava verso sinistra, la II Divisione, con sole quattro unità (Re d'Italia, San Martino, Palestro, Affondatore), venne a contatto con la formazione di testa della flotta austro-ungarica, che contava sette corazzate. Le navi di Tegetthoff cercarono di speronare quelle della II Divisione e l’Affondatore (che era lievemente defilato sulla sinistra), che tuttavia evitarono collisioni accostando di 90° a sinistra e defilando controbordo. Mentre Persano segnalava ad Albini (comandante della II squadra) di intervenire, non ricevendo però alcuna risposta, le unità avversarie invertirono la rotta e tentarono quindi un nuovo attacco, anch'esso sventato dalla contromanovra della II Divisione, poi si entrò nel vivo dello scontro: l’Affondatore aprì il fuoco contro il pirovascello austroungarico Kaiser, devastandolo con i propri cannoni da 254 e cercando poi di speronarlo, ma la manovra fallì a causa della scarsa manovrabilità della nave italiana.
La nave nemica, scampata all'attacco dell'ariete, venne assalita dalla pirofregata corazzata Re di Portogallo, che cercò di speronarla e poi la colpì con una bordata: la contromanovra del Kaiser si tradusse in una collisione smorzata prua contro prua, dalla quale l'unità austroungarica uscì con la prua semidistrutta e mutilata di fumaiolo ed albero di trinchetto. Mentre il pirovascello si ritirava assistito dalla pirocorvetta Erzherzog Friedrich, l’Affondatore l'avvistò nuovamente, e manovrò per speronarlo ed affondarlo, ma a quel punto si misero in evidenza tutti i difetti del posto di comando corazzato: l'ammiraglio Persano, che guardava dalla feritoia centrale prodiera, ordinò “alla via” per speronare il Kaiser, il capo di stato maggiore D'Amico, che osservava dalla feritoia a destra di quella di Persano, vide l’Erzherzog Friedrich e, scambiandola per una corazzata che stava per speronare l’Affondatore, ordinò “barra tutta a dritta”, mentre il comandante Martini, che si trovava alla feritoia a sinistra dell'ammiraglio, ordinò “barra tutta a sinistra”: il timoniere, non sapendo a chi dare retta, tenne la barra in mezzo facendo accostare in fuori l’Affondatore, che non poté così eseguire lo speronamento, pur avendo ormai serrato le distanze ad appena duecento metri (a bordo della Kaiser i fanti di marina si disposero lungo la murata pronti a lanciare nel fumaiolo dell’Affondatore, non appena fosse giunto a tiro, dei sacchetti di polvere da sparo).
La nave italiana tentò ancora, mentre veniva fatta oggetto del tiro di cinque fregate nemiche, di speronare il Kaiser, ma senza risultato: l'ultimo tentativo fallì dopo che la cannoniera Reka si fu interposta tra il vascello e l'ariete, obbligando la nave italiana a virare ed aprendo il fuoco con i suoi due soli piccoli cannoni. Successivamente l'ariete avvistò la Palestro che, in fiamme dopo un duro scontro, cercava di ripiegare ma era inseguita dalla pirocorvetta corazzata Drache: l'intervento dell’Affondatore, che s'interpose tra le due navi e manovrò per speronare la Drache, obbligò quest'ultima a rinunciare all'inseguimento. L’Affondatore affiancò poi temporaneamente la Palestro, poi si allontanò mentre altre due unità italiane, la vecchia pirofregata a ruote Governolo ed il trasporto a ruote Indipendenza, si avvicinavano alla cannoniera per fornire assistenza ed eventualmente recuperare l'equipaggio, se si fosse reso necessario l'abbandono della nave. Intorno alle 13 la pirofregata corazzata austroungarica Kaiser Max tentò di attaccare la Palestro e le due unità soccorritrici, ma un nuovo intervento dell’Affondatore salvò le tre unità dall'attacco.
L'ariete, dopo che Persano ebbe di nuovo sollecitato l'ammiraglio Albini ad intervenire, ma inutilmente, si mise poi in testa alle otto corazzate italiane rimaste, riorganizzatesi sotto il temporaneo comando del contrammiraglio Vacca, e diresse verso le navi di Tegetthoff, per tentare di contrattaccare. Poco prima, tuttavia, la pirofregata corazzata Principe di Carignano, nave ammiraglia di Vacca, aveva invertito la rotta ed aveva iniziato ad allontanarsi dal campo di battaglia, imitata da tutte le altre. L’Affondatore, con a bordo l'ammiraglio Persano, diresse verso la flotta austroungarica ed ordinò di attaccare, sottolineando che «ogni bastimento che non combatte non è al suo posto»: tuttavia solo la Re di Portogallo eseguì tale ordine, rientrando però nei ranghi quando il comandante Riboty, vedendo che era l'unico ad eseguire tale manovra (Vacca non fece infatti nessuna comunicazione, né di conferma né di smentita), ritenne di essere in errore. Per circa mezz'ora Persano continuò a fare segnali per cercare di farsi seguire (prima del segnale sopracitato, si erano susseguiti: alle 12.10 «La squadra dia caccia con libertà di manovra», mezz'ora più tardi l'ordine di seguire la nave ammiraglia ed attaccare il nemico se fosse venuto a tiro, all'una serrare le distanze ed attaccare, poi «Il comandante in capo manovrerà indipendentemente», quindi «Eseguire gli ordini ricevuti», infine «Formare una linea di fila senza soggezione di successione» e «Seguire in successione il comandante in capo»), ma fu inutile. Non vedendo più la Re d'Italia, Persano chiese che fine avesse fatto, e la nave più vicina segnalò «Affondata». All’Affondatore, rimasto solo, non rimase che sparare un solo colpo da grande distanza con la torre prodiera, per poi rinunciare all'attacco. Persano ordinò al capitano di fregata Alfredo Cappellini, comandante della Palestro, di abbandonare la nave, ormai completamente in fiamme, ma questi, ancora fiducioso nelle possibilità di salvataggio della sua unità, volle restare a bordo insieme all'equipaggio: ma alle 14.45 la cannoniera esplose ed affondò, portando con sé la quasi totalità dell'equipaggio. La flotta italiana rimase ad incrociare sul posto sino a sera, quando Persano ordinò infine di rientrare ad Ancona: la battaglia era finita. 

LAffondatore dopo i lavori eseguiti tra il 1894 ed il 1898

Centrato da 22 proiettili austroungarici, l’Affondatore risultò la nave italiana più danneggiata nella battaglia di Lissa. Due settimane dopo Lissa, il 6 agosto 1866, la grande unità, ormeggiata nella rada fuori Ancona, venne investita da un violento fortunale che, causa anche l'entità dei gravi danni non ancora riparati, ne provocò l'affondamento su bassi fondali.
Rimesso a galla nel 1867, l’Affondatore venne sottoposto a grandi lavori di riparazione e ricostruzione nell'Arsenale di La Spezia, ultimati nel 1870. Il 1º luglio 1877 l'unità venne riclassificata ariete corazzato di I classe.

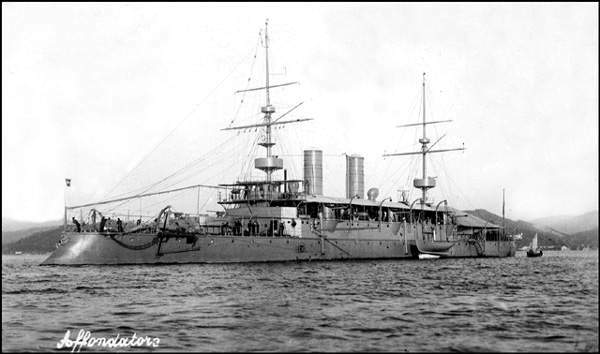
LAffondatore alla fonda a La Spezia, nell'inverno del 1904

Il 12 giugno 1881 la nave, insieme alla corazzata a torri Duilio ed alla pirofregata corazzata Principe Amedeo, presenziò alla cerimonia del varo, nel cantiere di Castellammare di Stabia, dell'incrociatore Flavio Gioia.
Negli ultimi mesi del 1881 l'Affondatore, al comando del capitano di vascello Giuseppe Manfredi, venne inviato, insieme alla pirofregata corazzata Castelfidardo ed all'avviso Marcantonio Colonna, al Cairo, in Egitto, dov'erano in corso disordini nazionalistici. La situazione degenerò poi in moti xenofobi che, l'11 giugno 1882, condussero all'uccisione di diversi occidentali, tra cui anche alcuni italiani, ad Alessandria d'Egitto, cosa che provocò la fuga dei cittadini stranieri a bordo delle navi da guerra occidentali ormeggiate in porto. In luglio l’Affondatore venne trasferito a Porto Said, dove imbarcò il personale del consolato italiano ed offrì rifugio anche per numerosi esponenti della locale comunità italiana, oltre a profughi austroungarici, russi e tedeschi.
Tra il 1883 ed il 1885 l'ariete venne sottoposto a radicali lavori di rimodernamento: i due alberi a vela vennero eliminati e rimpiazzati da un singolo albero militare, situato a poppavia del fumaiolo, mentre l'apparato motore venne sostituito da uno di maggiore potenza, da 3240 HP. Venne installato un ponte di comando e l'armamento venne incrementato con l'imbarco di 6 cannoni da 120/40 mm, 8 da 57 mm, 4 da 57 mm e quattro tubi lanciasiluri. Nel 1885 la nave venne riclassificata corazzata di III classe.
Nel 1891, a seguito dell'aggiunta di due ulteriori tubi lanciasiluri, l'Affondatore divenne nave scuola per siluristi. Nel 1892 prese parte alle celebrazioni, a Genova, del quarto centenario della scoperta dell'America. Ulteriori rimodernamenti vennero eseguiti tra il 1894 ed il 1898.
Tra il 1904 ed il 1907 la vecchia nave stazionò a La Spezia, inquadrata come unità principale nel sistema difensivo della base. In tutta la sua vita operativa la nave, se si eccettua il viaggio di trasferimento dopo la costruzione, non si avventurò mai fuori dal Mediterraneo.
Radiato l'11 ottobre 1907, l'Affondatore venne trasferito a Taranto ed ivi adibito a deposito munizioni, prima della demolizione.